# Antonee Robinson
Antonee Robinson, född 8 augusti 1997, är en engelsk-amerikansk fotbollsspelare som spelar för Fulham.

## Klubbkarriär
Den 3 augusti 2018 lånades Robinson ut till Wigan Athletic på ett låneavtal över säsongen 2018/2019. Den 15 juli 2019 värvades Robinson av Wigan Athletic, där han skrev på ett treårskontrakt.
Den 20 augusti 2020 värvades Robinson av Fulham, där han skrev på ett fyraårskontrakt. I juli 2023 förlängde Robinson sitt kontrakt i klubben fram till 2028.

## Landslagskarriär
Robinson debuterade för USA:s landslag den 28 maj 2018 i en 3–0-vinst över Bolivia.